# Jean de Brunhoff
Jean de Brunhoff, född 9 december 1899 i Paris, död 16 oktober 1937 i Montana i Valais i Schweiz, var en fransk författare och illustratör som 1931 skapade Babar. Efter att Jean de Brunhoff plötsligt avlidit i tuberkulos tog sonen Laurent de Brunhoff (1925–2024) 1946 över tecknandet och skrivandet om den kungliga elefanten.
Utöver Babarböckerna finns ännu en bok av Jean de Brunhoff översatt till svenska: Zéphir på sommarlov (Les vacances de Zéphir, 1936) (översättning Ingrid Prytz, Ljus, 1948).